# Кардона, Рене
Рене Кардона (исп. René Cardona, 8 октября 1906 года, Гавана, Куба — 25 апреля 1988 года, Мехико, Мексика) — мексиканский актёр, кинорежиссёр, продюсер, писатель, сценарист и монтажёр эпохи «Золотого века мексиканского кино».
Стал основателем целой династии кинорежиссёров. Режиссёрами были его сын Рене Кардона мл. (1939—2003) и внук Рене Кардона III (1962—2021).

## Биография
Родился Рене 8 октября 1906 года в Гаване. Из-за политического кризиса на Кубе с семьёй переехал в Нью-Йорк. В качестве режиссёра поставил несколько своих фильмов, которые плотно вошли в золотой фонд мексиканского кинематографа и которые были отмечены призами и наградами. В 1950-е годы написал несколько произведений для детей и экранизировал. В 1957 году вышла мексиканская киносказка «Мальчик с пальчик», а в 1959 году — киносказка «Санта-Клаус», которые были отмечены международными наградами, а его самого назвали мексиканским киносказочником. Всего он в качестве режиссёра-постановщика поставил 126 фильмов, а в качестве актёра снялся в 109 фильмах и сериалах и снимался вплоть до своей смерти. Последней теленовеллой с его участием стал сериал «Дикая Роза», где он исполнил роль хозяина кафе Дона Фелисиано и фильм «Железный прокурор» (1989). Скончался 25 апреля 1988 года в Мехико.

## Избранная фильмография
- 1957 — Оживший идол / The Living Idol
- 1959 — Санта-Клаус / Santa Claus
- 1960 — Приключения Хоселито в Америке / Aventuras de Joselito y Pulgarcito
- 1965 — Санто против душителя / Santo vs el estrangulador
- 1966 — Санто против призрака душителя / Espectro del estrangulador
- 1968 — Женщина-летучая мышь / La mujer murcielago
- 1969 — Ночь кровавых обезьян / La horripilante bestia humana
- 1971 — Мул Каллена Бэйкера / La mula de Cullen Baker
- 1973 — Вторжение мертвецов / Blue Demon y Zovek en La invasión de los muertos
- 1976 — Выжившие в Андах / Supervivientes de los Andes (о катастрофе уругвайского FH-227 в Андах)

## Награды и номинации
Премия Ariel Awards
- 1955 — Лучший актёр второго плана — «Будьте счастливы» — Номинация
- 1957 — Лучший актёр второго плана — «Новая заря» — Номинация

Международный кинофестиваль в Сан-Франциско
- 1959 — Лучший международный семейный фильм — «Санта-Клаус» — Победа